# Jan Brosch
Jan Brosch (* 22. September 1991 in Unna) ist ein deutscher Handballspieler, der beim deutschen Drittligisten ASV Hamm-Westfalen unter Vertrag steht.

## Vereinskarriere
Brosch erhielt im Jahr 2015 seinen ersten Profi-Vertrag beim Handball-Zweitligisten ASV Hamm-Westfalen. Im Dezember 2021 wurde bekanntgegeben, dass Brosch zur Saison 2022/23 zum Handball-Bundesligisten TBV Lemgo Lippe wechseln wird. Am Ende der Saison 2024/25 endete der Vertrag in Lemgo. Daraufhin kehrte er zum ASV Hamm-Westfalen zurück.

## Privates
Brosch studierte an der SRH Hochschule für Logistik und Wirtschaft in Hamm und wurde während des Studiums mit einem Sportstipendium unterstützt.